# S/2004 S 17
S/2004 S 17 — нерегулярный спутник планеты Сатурн с обратным орбитальным обращением.

## История открытия
S/2004 S 17 был открыт в серии наблюдений, начиная с 13 декабря 2004 года.
Сообщение об открытии сделано 4 мая 2005 года.